# Chipounov 2A42
Le Chipounov 2A42, est un canon automatique de calibre 30 mm soviétique. Il est fabriqué à l'origine par la Tulamashzavod Joint Stock Company depuis les années 1970.

## Conception
Le canon automatique de 30 mm 2A42 fut développé en remplacement du canon 2A28 Grom et il comporte une double alimentation. L'une est pour les munitions HE-T et l'autre pour les munitions AP-T. Le tireur peut sélectionner l'une des deux cadences de tir entièrement automatique, faible (200 à 300 coups par minute) et élevée (550 à 800 tr/min). Selon le fabricant, la portée efficace lors de l'engagement de cibles au sol telles que les véhicules blindés légers est de 1 500 m tandis que les cibles à blindage léger peuvent être engagées jusqu'à 4 000 m. Les cibles aériennes peuvent être engagées à basse altitude, jusqu'à 2 000 m à des vitesses subsoniques allant jusqu'à 2 500 m. En plus d'être installé sur une tourelle pour deux personnes sur le véhicule de combat d'infanterie mécanisé BMP-2, ce canon peut également être installé sur les véhicules de combat aéroportés BMD-2 et BMD-3, et le transport de troupes blindé BTR-90 (ou GAZ-5923). Un petit nombre de ces canons a été mis en service. Plus récemment, le canon de calibre 30 mm 2A42 fut installé sur une nouvelle tourelle et monté sur le toit du véhicule blindé lourd BTR-T (sur la base d'un châssis MBT T-54 / T-55 modifié). Le canon est également l'armement principal du BMPT (Véhicule d'appui antichars). Il est également utilisé pour divers projets d'armement de différents fabricants. Le bureau d'études du canon de 30 mm 2A42 est le KBP Instrument Design Bureau.
Le canon automatique 2A42 fut également utilisé sur le BMPT et le Bumerang-BM, ainsi que sur les tourelles de stations d'armes télécommandées sans pilote sur les nouveaux véhicules de combat d'infanterie russes, Kurganets-25, VPK-7829 Bumerang et T-15 Armata.
En 2022, il est fabriqué par les firmes suivantes :
- Russie - Tulamashzavod
- Bulgarie - Arsenal
- Inde - Indian Ordance Factory
- Slovaquie - ZTS
- Ukraine - Precision Mechanics Plant

## Variantes
- 2A42 - version standard.
- 2A72 - variante simplifiée plus légère avec un nombre de pièces inférieur, un canon plus long et une vitesse initiale plus élevée, mais également une cadence de tir plus faible.
  - ABM-M30M3 - Station d'arme à distance fabriquée par Impulse-2, pour Uran-9 et différents véhicules blindés.
  - ABM-M30M3 Vikhr - une autre station d'armes à distance fabriquée par Impulse-2.
  - TRT-30 - station d'armes télécommandée[4].

## Munitions
Le 2A42 tire des munitions 30 × 165 mm, une munition introduite dans les années 1970 en Union soviétique pour remplacer les précédentes munitions de 30 mm pour canon automatique. Les autres armes utilisant ce type de munitions comprennent les canons automatiques 2A38, 2A38M et 2A72 conçus pour divers modèles de véhicules, d'hélicoptères et de systèmes de défense aérienne ou marins à un, deux ou six canons. Les munitions des 2A42, 2A38, 2A38M et 2A72 sont amorcées par percussion ; les canons marins et aériens utilisent quant à eux un amorçage électrique et leurs munitions ne sont donc pas interchangeables avec les munitions terrestres, malgré le même calibre,.
À l'origine, trois types de munitions de base ont été développés en Union soviétique pour les armes terrestres: incendiaire hautement explosif, à fragmentation hautement explosive avec traceur et balistique perforante avec traceur. Plus tard, un obus perforant de calibre inférieur fut introduit. Aujourd'hui, des pays autres que l'Union soviétique fabriquent des munitions à percussion 30 × 165. Les principaux types de munitions sont résumés dans le tableau ci-dessous:
| Désignation | Type     | Poids du projectile (g) | Charge d'éclatement (g) | Vitesse initiale (m/s) | Remarques |
| ----------- | -------- | ----------------------- | ----------------------- | ---------------------- | --- |
| 3UOF8       | IL JE    | 389                     | 49 g                    | 960                    | Un obus incendiaire hautement explosif avec fusée A-670M. La fusée produit un retard de 0,15 milliseconde à l'impact et le mécanisme d'autodestruction fait exploser le projectile après 7,5 à 14,5 secondes de vol (3900–5 300 m distance du museau).                                                         |
| 3UOR6       | HE-T     | 385                     | 11,5 g                  | 960                    | Traceur à fragmentation hautement explosif à fusée de nez, utilisant la même fusée d'impact / autodestruction A-670M que la 3UOF8. Temps de combustion du traceur 10 à 14 secondes. |
| 3UBR6       | APBC-T   | 400                     | aucun                   | 970                    | Projectile solide avec pénétrateur contondant recouvert d'un capuchon creux. Temps de fusion du traceur 3,5 secondes. Pénétration: Plaque de 20 mm d'épaisseur à 60 degrés à 700 m Plaque de 14 mm d'épaisseur à 60 degrés d'impact à 1 500 m <br/> Plaque de 18 mm d'épaisseur à 60 degrés d'impact à 1 500 m |
| 3UBR8       | APDS     | 304                     | aucun                   | 1120                   | Un sabot de rejet de sous-calibre. Pas de traceur. Pénétration: 25 mm RHA à angle d'impact plat, 1 500 m Plaque de 25 mm d'épaisseur à 60 degrés, 1 500 m |
| M929        | APFSDS-T | 235                     | aucun                   | 1260                   | Sabot de rejet stabilisé à ailettes de sous-calibre avec traceur de Belgian Mecar, avec pénétrateur en alliage de tungstène. Pénétration: 50 mm acier RHA à 60 degrés d'impact à 1 000 m |

## Plateformes

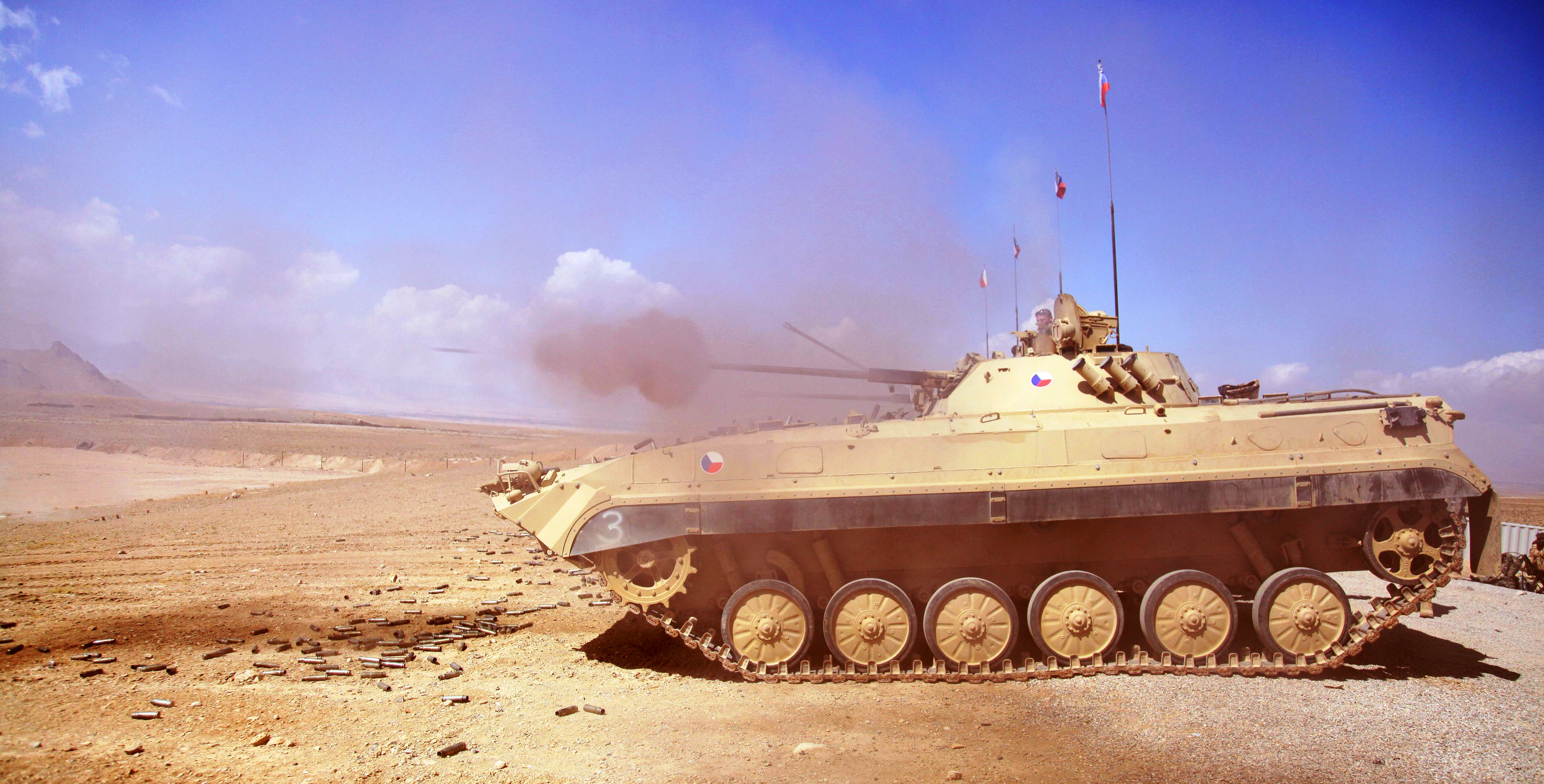
BMP-2 de fabrication tchèque en Afghanistan, 2010.

Le canon automatique est utilisé depuis les années 1980 sur les plateformes suivantes :

### Véhicules de combat d'infanterie
- Stalker 2T
- MT-LB M 6MB
- BMP-1AM (2A72)
- BMP-2
- BMP-3
- BMD-2
- BMD-3
- BMD-4 (2A72)
- BTR-80
  - BTR-80 A (2A72)
  - BTR-82A (2A72)
- BTR-87
- BTR-90
- BTR-T
- BMPT
- Fahd 280-30
- Boragh
- T-15 Armata
- VPK-7829 Bumerang
- Kurganets-25
- Lazar 3
- Scorpion IFV (2A72)
- Toros
- ZBD-03
- ZBD-04

### MRAP
- K-4386 Typhoon-VDV [11]

### Véhicules terrestres sans pilote
- Barres BRShM (2A72)
- Uran-9 (2A72) [12]
- UDAR UGV
- Vikhr UGV (2A72)

### Hélicoptères d'attaque
- Mil Mi-28
- Kamov Ka-29TB
- Kamov Ka-50
- Kamov Ka-52

### Tourelle
- Berezhok B05Y01

## Canons automatiques de30mmsimilaires
Le canon automatique 2A72 de 30 mm, conçu par KBP Instrument Design Bureau, est un cousin plus léger et moins complexe du 2A42, avec un canon plus long. Alors que ce dernier a 578 pièces, le 2A72 n'en a que 349, ce qui lui permet de peser seulement 84 kg (avec chargeur de 36 kg). Le 2A72 utilise le principe du rechargement par recul, ce qui entraîne un recul plus faible (7 t au lieu de 20), mais une cadence de tir plus faible (300-330 au lieu de 550). Le 2A72 est utilisé avec:
- ABM-M30M3 - Station d'arme télécommandée fabriquée par Impulse-2, pour Uran-9 ou différents véhicules blindés.
- ABM-M30M3 Vikhr - une autre station d'armes télécommandée fabriquée par Impulse-2.
- TRT-30 - station d'armes télécommandée[4].

Les 2A38 et 2A38M sont des canons automatiques à double canon de 30 mm, de type Gast. Ils sont principalement utilisés sur les véhicules de défense aérienne comme le 2K22 Tunguska et le Pantsir-S1. Il pèse 195 kg et a une cadence de tir maximale de 2500 coups/min.

## Caractéristiques
- Chargeur : 1
- Longueur : 3 027 mm
- Masse : 115 kg
- Cadence de tir : 200-300 cps/min (mode lent), 550-800 cps/min (mode rapide) [13]
- Portée efficace
  - Blindage léger: 1 500 m
  - Cibles aériennes: 2 000 m
  - Terrain: 4 000 m
- Type : double alimentation, mécanisme à gaz
- Calibre : 30 × 165 mm
- Munitions : APDS, APFSDS-T, APERS-T, AP-T, HE, HEI, HE-T, HETP-T, TP, Air burst (en développement)

## Utilisateurs
- Union soviétique
- Russie
- Beaucoup d'autres pays.

## Voir également
- 2A42 Cobra
- 2A46